# Popovski Lom
Popovski Lom (bulgariska: Поповски Лом) är ett vattendrag i Bulgarien.   Det ligger i regionen Tărgovisjte, i den nordöstra delen av landet, 250 km öster om huvudstaden Sofia.